# Верхний Заемкуч
Верхний Заемкуч — деревня в Великоустюгском районе Вологодской области.
Входит в состав Парфёновского сельского поселения, с точки зрения административно-территориального деления — в Парфёновский сельсовет.
Расстояние по автодороге до районного центра Великого Устюга — 13,5 км, до центра муниципального образования Карасово — 2 км. Ближайшие населённые пункты — Парфёново, Нижнее Грибцово, Верхнее Грибцово, Карасово.
По переписи 2002 года население — 8 человек.